# DIP2A
DIP2A‏ (Disco interacting protein 2 homolog A) هوَ بروتين يُشَفر بواسطة جين DIP2A في الإنسان.